# Babczyna Dolina
Rezerwat przyrody „Babczyna Dolina” – leśny rezerwat przyrody o powierzchni 76,25 ha położony w województwie śląskim, w powiecie pszczyńskim, w gminie Suszec.
Rezerwat podlega ochronie ścisłej (47,56 ha) i czynnej (28,69 ha).
Utworzony został 31 stycznia 2002 rozporządzeniem wojewody śląskiego. Przedmiotem ochrony jest zespół przyrodniczy boru trzcinnikowego z rzadkimi gatunkami mszaków, w tym Orthotrichum obtusifolium i Orthotrichum lelli oraz wątrobowiec Frullania dilatata, a także inne higrofity i hydrofity. Jest to także ostoja dla wielu gatunków fauny, m.in. jaszczurki żyworodnej, padalca, zaskrońca i żaby jeziorkowej.